# 思想改造運動

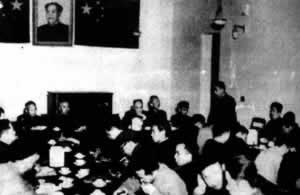
中国科学院学部委员在讨论思想改造的学习计划

思想改造运动指中华人民共和国建国初期，由中央人民政府政务院号召，以北京大学校长的马寅初為首的高校知识分子发起的知识分子思想改造运动。最初，马寅初對此運動有自己和政府設想不同的理解，此運動後期發生的「洗澡」现象，則是政治干预学术的開端。美國學者Lifton訪問了15名當時在高校歷經思想灌輸的中國人來研究洗腦及精神控制的心理學機制。

## 前奏
1949年8月马寅初任浙江大学校长，设立“政治课委员会”，开设政治思想课，支持学生创办民众夜校，倡导“工读运动”。
在中共的提示下，教授們開始對自己的資產階級世界觀提出自我檢討。1949年11月，美學家朱光潛在《人民日報》發表文章進行自我檢討，隨後社會學家費孝通和哲學家馮友蘭等人，也都紛紛自我批評，稱「決心按照馬列主義與新社會的需要改造自我。」1950年4月19日，中共中央發出《關於在報紙刊物上展開批評和自我批評的決定》，文藝界紛紛展開自我批評。以《文藝報》為例，從1950年5月到1951年4月，就先後發表了三十幾位作家的批評與自我批評的文章。
1950年，教育部召开了全国教育工作者会议，及高等教育会议。会议决定 ：
|  | 高校要向工农开门，培养工农出身的新型知识分子; 对高等学校课程设计、教学方法进行改进，对院系进行调整。实施中，全国高等学校虽进行了若干改革，教师们的政治思想也有了进步，但高教系统的改革还是赶不上其它战线的日新月异。多数教师在政治纲领上已能接受新民主主义的国策，但在教育思想、治学观点、工作习惯等方面，还或多或少地保留着民国大学的自主自由之风。中共高层认为，旧中国留下的教育必须改革，知识分子思想必须改造。但是不能硬来，需寻求一个适当的时机与方式。 |

## 开展：马寅初的角色
1951年4月，中央人民政府任命马寅初为北京大学校长。
经过谈话和了解，马寅初认为「北大的大多数师生的思想夠进步，唯职员的思想较落后」，遂用汤用彤、罗常培等意见，举办暑期职员政治学习班。
1951年8月31日，北大校务会议总结暑期政治学习成绩时，汤用彤、张景钺、杨晦、张龙翔等教授响应周恩来总理关于知识分子思想自我改造的号召，主張政治学习与资产阶级思想批判联系起来，此定调，与马寅初的初衷不尽相同，于是有了他的致周恩来信。
學者马大成解讀马寅初的初衷為：「其一，北大不宜带头發動，说明对运动后果有所顾虑；其二，希望运动为教员自觉自为，行政干预、强制色彩尽量减少；其三，不要搞交待、查历史根源之类伤及知识分子体面尊严的名堂，这是保持“斯文”的底线。」然而，這些考量和後來运动發展的实际情况及往后政治运动對知识分子冲击情形，可谓天差地别。
9月29日，周恩来在京津高等学校教师学习会上向20所高校的3,000余名教师作题为《关于知识分子的改造问题》的报告，结合自己改造思想的经历，要求知识分子首先站在人民的立场上，再经过学习和实践进一步站到工人阶级的立场上来。
10月23日，毛泽东在中国人民政治协商会议第一届全国委员会第三次会议的开幕词中说：“思想改造，首先是各种知识分子的思想改造，是我国在各方面彻底实现民主改革和逐步实行工业化的重要条件之一。”《人民日报》在同一天发表短评《认真展开高等学校教师中的思想改造学习运动》。知识分子的思想改造运动进入高潮。
周恩来规定，思想改造运动“从政治学习入手，逐步发展到组织清理”。曾經在海外留學的知識分子被迫承認自己是「帝國主義文化侵略的實施者」，同時，中華人民共和國國內的作家也被下令學習毛澤東的《在延安文藝座談會上的講話》並進行自我批評。其方式還包括開批判會和鬥爭會等。1951年11月30日，中共中央发出《关于在学校中进行思想改造和组织清理工作的指示》，要求在所有大、中、小学校教职员和高中以上学生中普遍进行思想改造工作，并在大中小学教职员专科以上学生中，發起交代历史的运动，清理其中的反對分子。

## 转化成思想洗澡：不再是高校自发的学习运动
中共中央於1952年1月4日，发出《关于立即限期发动群众开展“三反”斗争的指示》，接着中宣部机关刊物《学习》杂志连续刊出于光远、许立群、艾思奇等人文章，“炮轰”资产阶级思想。以體制及權力强迫思想转变，使得高校学习运动的發展发生偏差，已不再是自发学习运动，而是伴随着“三反”运动的全国性批判肃清资产阶级思想。
教师在运动中被迫“排队洗澡”，教育部领导人的指示是，“尽量用热水烫这些人，只要烫不死就成。他们在大会、小会上一次又一次地作检讨，一面用广播、大字报揭露他们的劣迹，一面发动许多青年党团员（助教、学生）给这些人‘搓背’。在检讨会上通不过，再跟到老教师的家里去，观察他们的言行，只要有一言半语不合，第二天在检讨会中再加上新的罪名。”到1952年秋运动结束时，91%的全国高教教职员工，80%大学生被接受“思想洗澡”。

## 影响：知识分子独立性的消解
思想改造配合组织清理，消解了知识分子的独立性，如于风正在《改造》一书所说，“无论是自愿的归属还是被迫的依附，知识分子集团在这个运动中的表现，说明新中国的知识分子正在成为革命中造就、革命胜利后迅速扩张的新的思想权威的奴隶，他们在五四中获得的以精神自由为核心的主体意识和独立品格正在消退。……其独立精神已基本上被摧毁，再也没有恢复。”
尽管接受了思想改造的知识分子未必真正转变了思想，这次运动强化了中国共产党对文化和教育领域的控制力。
在中共强调“阶级斗争”的宏大叙事框架里，知识分子被打上阶级烙印，“他们都是出身于小资产阶级，资产阶级或地主阶级。他们受过帝国主义的，买办资产阶级的和封建主义的教养。他们的思想充满着毒素，他们的灵魂是不健康的，有些甚至是反动的... 团结他们，争取他们，用马克思列宁主义和毛泽东思想去教育他们，改造他们，使他们从旧的椅子上把屁股移到无产阶级方面来，确立实事求是，为人民服务的人生观，协助新中国建设，这又是今天急不容缓的重要工作之一。”在此大叙事中，知识分子因“灵魂不健康”要接受思想改造。
在高等学校教职员工和学生中普遍开展的思想改造学习运动，为1952年秋开始的全国性院系调整扫清了思想障碍。思想改造运动雖达成预期目的，但存在“要求上的过急过高”、“方法上一刀切的简单化”等问题，学术生命对政治上动辄得咎的恐惧、成为“十七年”期间知识分子的的萎缩、扭曲和创痛。
部分知识分子对运动的不满情绪和反对言论被暂时压制，但在四年后“百花齐放、百家争鸣”下较宽松的政治氛围下就强烈爆发了出来，这成为中国共产党原本针对自身的“整风运动”转向“反右运动”的直接原因之一。